# Luciano Pires
Luciano Dias Pires Filho (Bauru, 1956) é um escritor e cartunista brasileiro.

## Biografia
Formou-se em Comunicação em 1977 pela Universidade Mackenzie, em São Paulo. A experiência como jornalista e os 26 anos que atuou como executivo na multinacional de autopeças Dana Corporation (12 dos quais na função de diretor) propiciaram visão dinâmica do mundo dos negócios e do comportamento das pessoas que desempenham papéis de liderança. Cartunista premiado, pelo Salão Internacional de Humor de Piracicaba em 1979 e 1981, tornou-se colunista de vários sites, revistas e jornais, além de produzir e apresentar o programa/podcast Café Brasil na Rádio Mundial FM em São Paulo e apresentar comentários diários no Transnotícias, programa da rádio Transamérica.

## Obras publicadas
- Nóis... Qui Invertemo as Coisa, 2009, 284 págs., ISBN 85-60137-16-5, ISBN13: 9788560137169
- Brasileiros Pocotó - Reflexões sobre a Mediocridade que Assola o Brasil, 2003, 151 págs., ISBN 85-87537-73-3, ISBN13: 9788587537737
- O Meu Everest, 2002, 256 págs.ISBN 85-75090-52-6, ISBN13: 9788575090527